# 多斑小刺眼鰍
多斑小刺眼鰍為輻鰭魚綱鯉形目鰍科的其中一種，分布於亞洲印度Lokchao河流域，體長可達25公分，棲息在底部水域，生活習性不明。

## 扩展阅读
維基物種上的相關：多斑小刺眼鰍